# Биа, Джованни
Джованни Биа (итал. Giovanni Bia; родился 24 октября 1968 года, Парма, Италия) — итальянский футболист, защитник.

## Карьера
Джованни дебютировал в Серии А 5 апреля 1992 года, выступая за Парму в матче против Кальяри. Игра завершилась со счётом (1:1). Также Биа играл за «Наполи», «Интернационале», «Болонью», «Удинезе» и «Брешию». В сезоне 1992/93 выступал в серии B с «Козенцей». Это был очень успешный сезон, который оказался прорывом для Биа, и его купил «Наполи», менеджером которого в то время был Марчелло Липпи. В период с 1995 по 1997 год, когда он играл за «Удинезе» под руководством Альберто Дзаккерони, а также три сезона, проведённые в «Болонье» были одними из самых ярких в карьере полузащитника. В своей карьере также выступал за «Перуджу» (Серии С1 и С2), «Тренто» (С1) и «Реджаны» (С1). Помимо этого, сыграл во французском клубе «Сент-Этьен» в Лиге 2.